# デルフチア属
デルフチア属（ーぞく、Delftia）は真正細菌Pseudomonadota門ベータプロテオバクテリア綱ブルクホルデリア目コマモナス科の属の一つである。グラム陰性菌。オランダのデルフトの土から最初に単離され、デルフトの地名とそこで行われていた細菌学の研究に因んで命名は決められた。細胞は桿状であり、真っすぐかわずかに湾曲している。単一又は二連で発生し、幅0.4〜0.8μmで長さ2.5〜4.1μmである。鞭毛による運動性を持ち、胞子形成はなく、化学有機栄養性である。

## 特性
デルフチア属菌種は多様な汚染物質を分解または変換する独自の代謝能力で知られている。アセトアミノフェン、多環芳香族炭化水素類、クロロアニリン、及び除草剤成分を分解する能力を持つ。カドミウムや金といった重金属を無毒化する可能性もある。

## 下位分類（種）
デルフチア属は以下の種を含む(2024年8月現在)。
- Delftia acidovorans　デルフチア・アシドボランス

(den Dooren de Jong 1926) Wen et al. 1999 (IJSEMリストに掲載 1999)
- Delftia lacustris　デルフチア・ラクストリス

Jørgensen et al. 2009
- Delftia litopenaei　デルフチア・リトペアエ

Chen et al. 2012
- Delftia rhizosphaerae　デルフチア・リゾスファエラエ

Carro et al. 2017
- Delftia tsuruhatensis　デルフチア・ツルハテンシス

Shigematsu et al. 2003